# Ультраметаморфізм
Ультраметаморфізм — метаморфічний процес, що відбувається в глибоких зонах земної кори і супроводжується виплавкою анатектичного матеріалу. Складовими частинами ультраметаморфізму є анатексис, гранітизація, палінгенез і реоморфізм.

## Загальна характеристика
Ультраметаморфізм — сукупність глибинних природних процесів у надрах Землі, які спричиняють диференціацію, перекристалізацію, а також розплавлення гірських порід з мігматизацією й гранітизацією їх; один з видів метаморфізму. Ультраметаморфізм — переважно регіональний метаморфізм, що супроводжується утворенням мігматитів. Термін введено шведським геологом П. Холмквістом (Holmquist) у 1909 р. у зв'язку з екстремальним за температурою проявом метаморфізму при утворенні мігматитів. Складовими частинами ультраметаморфізму є анатексис, гранітизація, палінгенез і реоморфізм.
В результаті ультраметаморфізму метаморфічні породи піддаються повторному, часто регресивному, метаморфізму, пов'язаному з їх гранітизацією, при температурі 650—800 °C і літостатичному тиску 4-10 кбар (0,4-1 Гн/м. кв.). Гранітизація порід при ультраметаморфізмі веде до часткового розплавлення гірських порід на місці залягання, заміщення їх кислою магмою, насиченою леткими компонентами, уздовж шаруватості, сланцюватості, по тріщинах і брекчієвих зонах. Зони ультраметаморфізму — області глибинної генерації гранітної магми, яка збагачується на леткі компоненти й набуває здатності проникати в товщі метаморфічних порід. Ультраметаморфізм властивий орогенічній стадії розвитку.